# Die Aktion

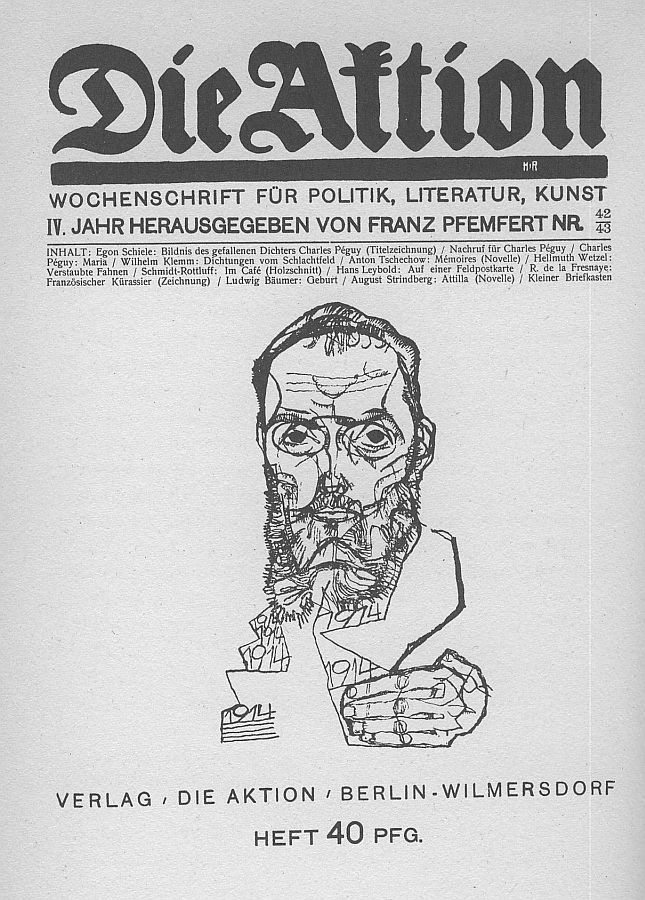
Framsida av Die Aktion från 1914 med en teckning av Egon Schiele.

Die Aktion (tyska för handlingen eller aktionen) var en litterär och politisk tidskrift, som bidrog till den tyska expressionismens genombrott. Den började utges 1911 i Tyska kejsardömets huvudstad Berlin av Franz Pfemfert och existerade fram till 1932. Den stod för en odogmatisk vänsterpolitik och utkom till en början veckovis, från 1919 var fjortonde dag, från 1926 oregelbundet.